# Pseudoclita
Pseudoclita là một chi bướm đêm thuộc phân họ Olethreutinae trong họ Tortricidae.

## Các loài
- Pseudoclita prosantes Bradley, 1957